# Дамган
Дамга́н (перс. دامغان‎) — город на севере Ирана, в провинции Семнан. Административный центр шахрестана Дамган. Расположен в 342 километрах от Тегерана на трассе скоростного шоссе в Мешхед.
Известен торговлей фисташками и миндалем с очень тонкой скорлупой.
В Средние века был важным городом региона, столицей провинции Кумис (Qumis или Qoomes), через него проходил Великий Шелковый путь, однако в 1723 году был уничтожен афганцами. Некоторые, пережившие катастрофу отмечали, что в городе находился крупный архитектурный памятник — храм Тарихане (перс. پرستشگاه تاریخانه‎), который также назывался Мечеть Тарихане (перс. مسجد تاریخانه‎). Храм отличался массивными колоннами и деревянной резной росписью, а также двумя минаретами XI века. Недалеко от города находятся остатки древнегреческого полиса Гекатомфилос (англ. Hecatompylos, греч. Ἑκατόμπυλος). В западной части Дамгана располагаются руины крупного квадратного сооружения — цитадели с небольшими зданиями белого цвета, носящие название Молуд Хане (Molud Khaneh), что означает «дом рождения». Здесь в 1772 году родился Фетх Али-шах. Тари-Хане (около IX в.), возможно, самая древняя мечеть на территории Ирана.

## Население
Согласно переписи 2006 года, в городе проживало 57 331 житель или 15 849 семей; в национальном составе преобладают персы, в конфессиональном — мусульмане-шииты.
| 1986   | 1991   | 1996   | 2006   | 2012   |
| ------ | ------ | ------ | ------ | ------ |
| 34 057 | 40 954 | 49 204 | 57 331 | 62 807 |

## Известные люди
- Фетх Али-шах
- Железный Шейх
- Манучехри

## Высшее образование
- Дамганский университет
- Исламский университет Дамгана